# 1981 QJ3
1981 QJ3 är en asteroid i huvudbältet som upptäcktes den 25 augusti 1981 av den belgiske astronomen Henri Debehogne vid La Silla-observatoriet.
Asteroiden har en diameter på ungefär 11 kilometer och den tillhör asteroidgruppen Themis.